# Hamus
Pour les articles homonymes, voir Hamus (homonymie).
Genre
Hamus est un genre d'araignées aranéomorphes de la famille des Synotaxidae.

## Distribution
Les espèces de ce genre se rencontrent en Chine, au Laos et aux Philippines.

## Liste des espèces
Selon World Spider Catalog (version 26, 11/08/2025) :
- Hamus bowoensis Ballarin & Li, 2015
- Hamus cornutus Lin, Ballarin & Li, 2016
- Hamus kangdingensis Lin, Ballarin & Li, 2016
- Hamus luzon Lin, Ballarin & Li, 2016
- Hamus mangunensis Lin, Ballarin & Li, 2016
- Hamus qingming Yao, Liu & Lin, 2025

## Systématique et taxinomie
Ce genre a été décrit par Ballarinet Li en 2015 dans les Nesticidae. Il est placé dans les Synotaxidae par Ramírez, Magalhaes, Pizarro-Araya, Ballarin, Marusik et Eskov en 2022.

## Publication originale
- Ballarin & Li, 2015 : « Three new genera of the family Nesticidae (Arachnida: Araneae) from Tibet and Yunnan, China. » Zoological Systematics, vol. 40, no 2, p. 179-190.